# Decimo Giunio Pera
Decimo Giunio Pera (latino: Decimus Iunius Pera) (fl. III secolo a.C.) è stato un politico e militare romano.

## Biografia
Vinse l'elezione al consolato priore nel 266 a.C. con Numerio Fabio Pittore come posteriore, e quell'anno a entrambi fu decretato il trionfo due volte: il primo per la vittoria contro la città di Sassina, della quale fecero una civitas foederata, e il secondo riguardo alla campagna nei confronti di Sallentini e Messapi; un altro evento dell'annuale mandato fu l'annessione di Mevaniola. Mediante il successo in questi conflitti dapprima ultimarono la conquista dell'Umbria, dopodiché del Salento, il che implicava che le intere Italia e Magna Grecia erano dominate da Roma.
Nel 253 fu censore assieme a Lucio Postumio Megello.